# 비밀의 집
《비밀의 집》은 2022년 4월 11일부터 2022년 10월 10일까지 방영된 MBC 일일 드라마이다.

## 방송 시간
| 방송 채널 | 방송 기간                                               | 방송 시간                    | 방송 분량 |
| --------- | ------------------------------------------------------- | ---------------------------- | --------- |
| MBC TV    | 2022년 4월 11일 ~ 2022년 10월 10일 [1회~124회] (본방송) | 매주 평일 저녁 7:05 ~ 7:40   | 35분      |
| MBC TV    | 2022년 5월 10일 [22회] (본방송)                         | 화요일 저녁 6:55 ~ 7:30      | 35분      |
| MBC TV    | 2022년 5월 31일 [36회] (본방송)                         | 화요일 저녁 6:55 ~ 7:30      | 35분      |
| MBC TV    | 2022년 6월 21일 [50회] (본방송)                         | 화요일 저녁 6:55 ~ 7:30      | 35분      |
| MBC TV    | 2022년 5월 27일 [34회] (본방송)                         | 금요일 저녁 6:55 ~ 7:30      | 35분      |
| MBC TV    | 2022년 4월 14일 ~ 2022년 10월 6일 (본방송)              | 매주 목요일 저녁 7:10 ~ 7:40 | 30분      |

## 기획 의도
사라진 엄마의 흔적을 쫓는 흙수저 변호사가 세상과 맞서 싸우기 위해 자신을 둘러싼 비밀 속으로 걸어 들어가는 치밀한 복수극

## 제작진

### 제작사
- MBC C&I
- 초록뱀미디어

### 제작
- 백호민
- 김정호
- 김상헌

### 극본
- 원영옥 : MBC 토요 드라마 《심야병원》(공동 집필), MBC 아침 드라마 《사랑했나봐》(집필), MBC 아침 드라마 《모두 다 김치》(집필), MBC 일일 드라마 《다시 시작해》(집필), MBC 주말 드라마 《내사랑 치유기》(집필) 집필

### 연출
- 이민수 : MBC 아침 드라마 《하얀 거짓말》(공동 연출), MBC 아침 드라마 《주홍글씨》(연출), MBC 아침 드라마 《위험한 여자》(연출), MBC 아침 드라마 《폭풍의 여자》(공동 연출), MBC 아침 드라마 《언제나 봄날》(제작), MBC 아침 드라마 《훈장 오순남》(제작), MBC 아침 드라마 《역류》(제작), MBC 일일 드라마 《용왕님 보우하사》(제작) 연출
- 김진형 : MBC 일일 드라마 《찬란한 내 인생》(조연출) 연출

## 등장인물
- (†) 표시는 드라마 상에서 최종적으로 사망한 인물입니다.

### 주요인물
- 서하준 : 우지환/남태환 역 - 솔의 아버지, 설렁탕 끓이는 변호사.

대용량 카드 지갑을 열 때마다 수십 개의 면허증과 자격증이 주르륵 펼쳐져 나오는, 에너지 많고 머리 좋고 위트 넘치고 사랑 많은 고시생이었다. 가난이 부끄럽지 않았지만 고생하는 어머닐 보면 빨리 성공하고 싶다는 마음이 생겼다. 그래서 열심히 공부했다. 그런데 사법시험 합격을 코앞에 두고 어머니가 돌아오지 않았다. 원래 이 세상에 없었던 사람처럼 흔적 없이 증발해버렸다. 죽음보다 무서운 실종. 체념도 포기도 할 수 없는 실종의 늪에서 어머닐 찾기 위해 모든 걸 걸었다. 어머니에게 몹쓸 짓한 사람을 찾아내야 한다. 나와 내 가족에게 왜 이런 짓을 했는지 밝혀내야 한다. 갚아줘야 한다.
이일에 전부를 바친 나는, 이제 못할 일이 없다. 죽은 찬우와 경선의 아들. 흥식의 친손자. 태희의 남편. 주홍의 옛연인. 태형의 매제. 죽은 민영의 남동생. 숙진의 사위. 와이드 그룹 마케팅실 전 신입사원. 와이드 그룹 대표이사.솔의 양아빠 겸 외삼촌.
- 이영은 : 백주홍 역 - 죽은 상구와 행자의 딸, 응급의학과 레지던트.

타고난 성격이 '상황맞춤형'이다. 시험 망치면 다음에 잘 보면 되고, 돈이 없으면 교통비 아낄 겸 도서관에서 밤새는 식이다. 공부도 일도 사랑도 한번 달려들면 끝을 본다. 단순하지만 속 깊고, 자주 욱하지만 정의롭고, 근본이 사랑스럽다. 의리에 죽고 의리에 살기에, 지환의 엄마 찾기에도 내 일처럼 달려들었다. 지환에게 당당할 수 없는 처지란 걸 몰랐기에 그럴 수 있었다. 지환의 불행에 나 역시 자유롭지 못하다는 걸 알았을 때 인생에 급 브레이크가 걸렸다. 다시 출발, 할 수 있을까? 지환의 옛연인. 태형의 아내. 태희의 올케언니. 숙진의 며느리. 흥식의 손자 며느리.
- 정헌 : 남태형/이동민 역 (†) - 동철과 숙진의 아들, 서울중앙지검 형사1부 검사.

머리라도 나빴으면 좋았을 걸, 그 인성에 머리가 좋아서 탈이라는 말을 수없이 들었다. 돈 많은 집 아들이 할 수 있는 짓은 뭐든 다 했다. 하고 싶은 건 무슨 일이 있어도 하고야 말았다. 할아버지의 재력과 엄마의 과도한 사랑이 나를 그렇게 만들었다. 그런데 뜻대로 안 되는 일이 생겼다. 내 앞에 끼어들어 번번이 1등을 가로채는 우지환이 그랬고 내 맘을 받아주지 않는 백주홍이 그랬다. 하지만 걱정 안 한다. 돈은 물론 행운도 정해진 자에게만 따라온다는 신념 그대로, 우지환을 밀어내고 백주홍을 차지할 거니까. 내 인생엔 어떤 태클도 걸림돌도 없다는 확신이 얼마나 얼토당토않은 생각이었는지 알기 전까지, 난 그렇게 살았다. 태희의 오빠. 주홍의 남편. 지환의 매형. 죽은 민영의 옛연인. 솔의 생부. 죽은 상구와 행자의 사위. 와이드 그룹 본부장. (1회 ~ 123회)
- 강별 : 남태희/양지수 역 - 찬우의 가짜딸이자 숙진, 죽은 만수의 딸. <와이드> 마케팅실 실장.

잘났든 못났든 자식을 끝까지 품어주는 사람이 엄마라고 하던데 내 엄마는 아니었다. 태형오빠 역시 나를 감정 쓰레기통으로만 여겼다. 누구에게서도 온전한 사랑을 받지 못하다보니 내성적인 성격이 됐다. 눈치가 늘었다. 미움이 쌓였다. 지금은 순한 양처럼 웅크리고 있지만, 날 무시하는 엄마와 오빠에게서 회사는 물론 건물과 현찰까지 다 가져올 생각이다. 그러려면 똑똑한 조력자가 필요하다. 태형의 정적이면 더 좋다. 나와 공동의 목표를 가진, 내가 사랑하는 남자라면 더 완벽하겠지. 그게 지환오빠다. 지환의 아내. 태형의 여동생. 주홍의 시누이. 경선의 며느리. 솔의 양어머니 겸 고모.
- 이승연 : 함숙진 역 - 태형과 태희의 어머니, <와이드> 전 대표.

시아버지 남흥식의 수백 억대 건물과 회사 정도 내 아들에게 물려 주겠다는데. 그게 그렇게 비난 받을 일인가? 30년 전 죽은 남편은 허약하고 마음 여렸다. 시아버지의 기에 눌려 한 순간도 자기 마음대로 살아보지 못하고 세상을 떠난 사람. 태형이는 그렇게 살게 하고 싶지 않았다. 시아버지가 가진 전부를 물려받게 하려고 여자로서의 행복까지 포기했던 나다. 태형이를 위해서라면 없는 사람도 만들 수 있다. 없던 사람으로 만들 수도 있다. 날 궁지로 몰면 나도 내가 무슨 짓을 할지 모른다. 주홍의 시어머니. 지환의 장모. 솔의 친할머니. 죽은 상구와 행자의 사돈. 경선의 사돈.

### 지환의 집
- 윤복인 : 안경선 역 - 지환의 어머니, <백가네 설렁탕> 주방직원.

한없이 순박하고 욕심 없고 잘 웃는, 따뜻한 엄마. 남은 인생은 자식들을 위해서만 살고 싶었는데. 기억이 한 조각씩 사라지는 바람에 내게 무슨 일이 일어났는지, 여기가 어딘지, 그냥 머릿속이 하얗다. 솔의 외할머니. 태희의 시어머니. 숙진의 사돈. 흥식의 며느리. (1회 ~ 2회, 6회, 23회, 25회 ~ 30회, 69회 ~ 124회)
- 윤아정 : 우민영 역 (†) / 애니 브라운(우하영) 역 - 지환의 누나, 경선의 딸. 솔의 생모.

하늘이 무너져도 솟아날 구멍이 있다고 누가 그랬던가. 남태형에게 이별을 통보받았다. 엄마가 실종됐다. 인생이 한 사람한테만 이렇게 가혹해도 되나?, 했는데. 그게 다가 아니었다. 내 불운은 아직 시작도 하지 않은 거였다. 태형의 옛연인. (1회 ~ 17회, 75회 ~ 124회)
- 박예린 : 우솔 역 - 지환의 딸

담도폐쇄로 생후 8주 때 수술을 받았고 지금도 치료를 받고 있다, 아픈 티 안 내고 밝게 지내려 애쓴다. 아빠가 외롭지 않도록 내가 잘해야겠다는 생각을 매일 한다. 아빠는 날더러 아이답게 크라고 하지만 난 우솔답게 크고 싶다. 그러려면 아프지 말아야 하는데. 왜 날 때부터 몸이 약한지 요즘은 그게 제일 속상하다. 태형과 죽은 민영의 친딸. 경선의 외손녀. 숙진의 친손녀. 태희의 양딸이자 친조카. 흥식의 증손녀.
- 안용준 : 허진호 역 - <엄마 설렁탕> 직원이자 지환의 조력자

6년 전, 지환의 식당에 가면 공짜 설렁탕을 먹을 수 있다기에 장장 두 달에 걸쳐 쉰 뚝배기를 먹은 후 주방에 들어가 설거지를 시작했다. 오갈 데 없는 놈 거둬준 형에게 마침 은혜를 갚을 기회가 왔다. 부모 복도 돈 복도 없이 오직 '컴퓨터 복' 하나 타고 태어났을 땐 은혜 한번 세게 갚으란 뜻 아니었겠나?

### 태형의 집
- 장항선 : 남흥식 역 - 이류동 최대 건물주, <와이드> 명예회장.

"느그 할아버지는 똥지게를 졌다만서도 태형아, 니는 이 나라의 대통령이 돼야 한대이."
건설현장 전전하며 미장이로 일하던 그가 지금은 수백 억대의 부동산과 바닥재 회사를 갖게 됐다. 아들은 속절없이 잃었지만 손자 태형이는 어떻게든 성공시켜서 아들에게 맺힌 한을 플어보는 게 인생 마지막 소원이다. 숙진과 경선의 시아버지. 주홍의 시할아버지. 지환의 친할아버지. 태형과 태희의 의붓할아버지. 행자의 사돈.
- 방은희 : 유광미 역 - 흥식의 주치간호사

남흥식 회장의 안사람으로 들어앉는 게 궁극의 목표, 그런데 운명공동체라 믿었던 함대표가 자꾸만 앞을 가로막는다. 그러는 사이 남회장은 오늘 밤 당장 불려 올라가도 이상할 게 없는 나이가 됐다. 아, 무슨 수로 저 영감탱이를 구워삶지?
- 조유신 : 양만수 역 (†) - 남흥식家 집사

흥식의 수족인 듯 보이나 진짜 보스는 숙진이다. 말은 없고 발은 빨라 숙진의 눈에 들었다. 오늘도 묵묵히, 과하다 싶을 정도로 숙진에게 충성을 다하고 있는데. 그러는 데는 누구도 알지 못하는 그만의 이유가 있다. 태희의 친아버지. (1회 ~ 119회)

### 주홍의 집
- 박충선 : 백상구 역 (†) - 주홍의 아버지, 전직 <백가네 설렁탕> 사장 → <와이드> 경비.

도박 빚을 진 적이 있다. 원금 이자 합쳐 삼천만 원이 되던 날 깍두기들에게 잡혀 죽다 살아났다. 너무 무서워 양심 따위 돌아볼 형편이 아니었다. 검은 돈에 손을 댔고, 씻을 수 없는 잘못을 저질렀다. 세월이 얼마가 지났는데, 왜 부쩍 불안한지 모르겠다. 후회하기엔 너무 늦었는데. (1회 ~ 57회)
- 김난희 : 심행자 역 - 주홍의 어머니, 죽은 상구의 아내.

자기 주장 확실하고 똑 부러지는 성격인데 남자 보는 눈만 예외다. 주홍이가 하필 그걸 닮았다. 하고 많은 놈 중에 지환이가 좋단다. 안 될 말이다. 지환인 안 된다! 절대 안 된다!! 말발 통할 때까지 무한 반복할 테다. 지환이는, 절대 안 된다!!!

### 그 외 인물
- 박창순 : 이승조 선임 역 - <와이드> 마케팅실 직원
- 박시우 : 김혜림 사원 역 - <와이드> 마케팅실 직원
- 한정욱 : 임창민 사원 역 - <와이드> 마케팅실 직원
- 김태영 : 장인환 교수 역
- 미상 : 정현철 계장 역 - 태형의 수사관이자 비서
- 안정호 :
- 백천기 : 박경택 과장 역 - 요양병원 원무과장
- 정한용 : 김찬섭 역 - 국가화합당 당대표
- 이나원 : 간호사 역
- 미상 : 병원에서 행패부리는 환자 역
- 미상 : 학폭 피해자 역
- 미상 : 기자 역
- 미상 : 편의점 아르바이트 급여를 못 받은 학생 역
- 미상 : 설렁탕집 손님 역
- 미상 : 소매치기 역
- 미상 : 백반집 손님 역
- 정현석 : 흥식의 주치의 역
- 미상 : 하청업자 역
- 미상 : 김정임 역
- 미상 : 의사 역
- 미상 : 택시기사 역
- 미상 : 김정임이 엄마라고 말한 남자 역
- 이주미 : 가짜 피해자 역 - 숙진의 사주를 받고 교통사고 피해자인 척 연기하는 중년 여성
- 미상 : 형사 역
- 미상 : 경찰서장 역
- 미상 : 기자 역
- 미상 : 담당 교수 역
- 미상 : 태희 대신 솔에게 간이식 대리 수술 하기로 했던 여자 역
- 미상 : 805호 여자 역
- 미상 : 진호의 할머니 역
- 미상 : 경찰 역
- 미상 : 담임 선생님 역
- 김시윤 : 장희준 책임 역
- 미상 : 연쇄살인범 역
- 조성희 : 비서 역
- 미상 : 포장마차 사장 역
- 미상 : 태형의 아버지 역
- 미상 : 잠수부 역
- 미상 : 퍽치기 범 역
- 미상 : 보좌관 역
- 미상 : 남찬우 역
- 미상 : 박 변호사 역
- 김정욱 : 백상구의 주치의이자, 주홍의 교수.
- 미상: 직원 역
- 이창 : 최 변호사 역
- 미상: 백상구 사건의 목격자 역
- 미상: 포목점 할머니 역
- 미상: 남찬우를 알고 있는 친구 역
- 이상희 : 안경선(윤복인)을 돌보는 할아버지 역
- 박혜진 : 안경선(윤복인)을 돌보는 할머니 역
- 정찬 : 이동철 역 - 남태형의 친아버지
- 민준현 : 김은기 전무 역
- 미상 : 검사 역
- 미상 : 김 변호사 역
- 미상 : 교통사고 목격자 역
- 미상 : 재무 대리인 역
- 미상 : 담당자 역
- 미상 : 직원 역
- 강석정 : 형사 역
- 미상 : 변호사 역
- 백재진 : 형사 역
- 미상 : 영인건설 부사장 역
- 미상 : 웨이 황 역

## 시청률
아래의 파란색 숫자는 '최저 시청률'이고, 빨간색 숫자는 '최고 시청률'입니다. 시청률조사회사와 지역별로 시청률에 차이가 있을 수 있습니다. 

## 결방 사유 및 연장
- 2022년 5월 20일 : 《MBC 뉴스특보》 대체편성으로 인한 결방.
- 2022년 6월 1일 : 《선택 2022 제8회 전국동시지방선거》 개표방송으로 인한 결방.
- 2022년 8월 9일 ~ 8월 10일 : 특집 《MBC 뉴스데스크》 대체편성으로 인한 결방.
- 2022년 9월 5일 : 태풍 힌남노에 의한 특집 《MBC 뉴스데스크》 대체편성으로 인한 결방.
- 2022년 9월 9일, 9월 12일 : 《아이돌 스타 선수권 대회》 편성으로 인한 결방.
- 비밀의 집 방영 분량이 120부작에서 4회 연장되어 124부작으로 변경 및 확정되었다.
  - 결방 개수: 7개

## 수상
- 2022년 MBC 연기대상 일일&단막드라마 부문 여자 최우수연기상 (이승연)
- 2022년 MBC 연기대상 일일&단막드라마 부문 남자 우수연기상 (서하준)

## OST
한영주
- Part.1 - Good bye (2022.04.26 발매)
- Part.2 - 나쁜 꿈 (2022.05.30 발매)
- Part.4 - 가지마 (2022.08.26 발매)
- Part.5 - 빈자리 (2022.09.04 발매)

강주원
- Part.3 - 거짓말 (2022.08.13 발매)

## 참고 사항
- 정헌과 김태영은 2018년에 방송된 KBS2 TV소설 《파도야 파도야》 이후로 4년만에 재회하는 작품이다.
- 이민수 PD와 이승연은 2011년에 방송된 MBC 아침 드라마 《주홍글씨》 이후로 11년만에 재회한다.
- 윤아정과 윤복인은 2017년에 방송된 KBS2 TV소설 《저 하늘에 태양이》 이후로 5년 2개월만에 재회한다.
- 정헌과 정한용은 2021년에 방송된 KBS1 일일드라마 《누가 뭐래도》 이후로 1년만에 재회한다.
- 박혜진과 이상희는 MBC 아침 일일연속극 《모두 다 쿵따리》 이후로 2년만에 재회한다.
- 같은 MBC 일일 드라마 《찬란한 내 인생》에 쓰였던 BGM이 본작에도 삽입되었다.
- 정찬과 이승연은 2019년에 방송된 KBS2 일일드라마 《왼손잡이 아내》 이후 3년 3개월만에 재회한다.